# Paraschiva Dragus
Paraschiva Dragus (* 2001) ist eine deutsche Schauspielerin.

## Leben und Karriere
Dragus ist die jüngere Schwester der Schauspielerin Maria Dragus.
Sie begann ihre Karriere 2008 als Kinderdarsteller in dem Fernsehfilm Rosa Roth – Das Mädchen aus Sumy. Es folgten Auftritte in Polizeiruf 110 und eine Hauptrolle in dem Kinospielfilm Polnische Ostern. 2012 erhielt sie für ihre Hauptrolle als sexuell ausgebeutetes Kind in dem Fernsehfilm Operation Zucker Kritikerlob.

## Filmografie (Auswahl)
- 2008: Rosa Roth – Das Mädchen aus Sumy (Fernsehfilm)
- 2009: Das weiße Band – Eine deutsche Kindergeschichte
- 2009: Polizeiruf 110: Die armen Kinder von Schwerin (Fernsehfilm)
- 2009: Lasko – Die Faust Gottes (Fernsehserie, Episodenrolle)
- 2010: Der verlorene Vater (Fernsehfilm)
- 2011: Polnische Ostern
- 2011: Dreileben – Eine Minute Dunkel (Fernsehfilm)
- 2011: In aller Freundschaft (Fernsehserie, Episodenrolle)
- 2011: Schreie der Vergessenen (Fernsehfilm)
- 2011: Go West – Freiheit um jeden Preis (2-tlg. Fernsehfilm)
- 2012: Operation Zucker (Fernsehfilm)
- 2012: Eltern
- 2014: Amour Fou
- 2014: Alles inklusive
- 2020: Polizeiruf 110: Heilig sollt ihr sein! (Fernsehreihe)
- 2022: Marie Brand und der überwundene Tod (Fernsehreihe)
- 2022: Polizeiruf 110: Seine Familie kann man sich nicht aussuchen (Fernsehreihe)
- 2023: WaPo Elbe (Fernsehserie, Folge Aus dem Ruder)